# Timonius cyathicalyx
Timonius cyathicalyx är en måreväxtart som beskrevs av Steven P. Darwin. Timonius cyathicalyx ingår i släktet Timonius och familjen måreväxter. Inga underarter finns listade i Catalogue of Life.